# Raju Kaji Shakya
Raju Kaji Shakya (ur. 7 lipca 1960 w Dharan, Nepal) – nepalski piłkarz, grający na pozycji napastnika, trener piłkarski.

## Kariera piłkarska

### Kariera klubowa
W 1987 rozpoczął zawodową karierę piłkarską. Występował w miejscowych oraz klubach z Bangladeszu, w tym Victoria SC i Easton End Club.

### Kariera reprezentacyjna
W latach 1981–1997 bronił barw narodowej reprezentacji Nepalu, w której pełnił funkcje kapitana drużyny.

## Kariera trenerska
Od 1991 do 1993 roku, uczestniczył w Futuro (akredytowany kurs trenerski FIFA) w ramach Programu Rozwojowego Coca-Cola World Football w Nepalu. W 1998 roku uzyskał B-licencję na międzynarodowych kursach trenerskich w Anglii organizowanych przez FA i akredytowane przez UEFA. 4 lata później, uzyskał kolejną kwalifikacje - trenerską C-licencję na kursach organizowanych przez AFC w Nepalu.
W 2004 trenował reprezentację Nepalu U-14. W maju 2013 roku przedłużył do końca sezonu swoją umowę z Machhindra FC. W 2013 tymczasowo prowadził narodową reprezentację Nepalu, dopóki Jack Stefanowski nie został przywrócony na stanowisko głównego trenera reprezentacji. W październiku 2014 został mianowany na trenera Three Star Club.